# Jezioro Moszne
Jezioro Moszne – jezioro o powierzchni 17 ha na terenie Poleskiego Parku Narodowego (gmina Urszulin, powiat włodawski, województwo lubelskie) z bardzo mulistym dnem sięgającym 17 m głębokości, uznawane za typowe jezioro dystroficzne.
W latach 50. XX wieku jezioro było otoczone ok. 80-150-metrowym pierścieniem splei z roślinnością charakterystyczną dla torfowisk przejściowych. Od tego okresu spleja nie przyrosła w sposób znaczący, natomiast na jezioro wkroczyła roślinność nawodna i szuwarowa, zajmując około 30% poprzedniej tafli.
Nad jeziorem przebiega ścieżka przyrodnicza „Dąb Dominik”, w ramach której wybudowano pomost prowadzący do współczesnego brzegu jeziora.

## Galeria

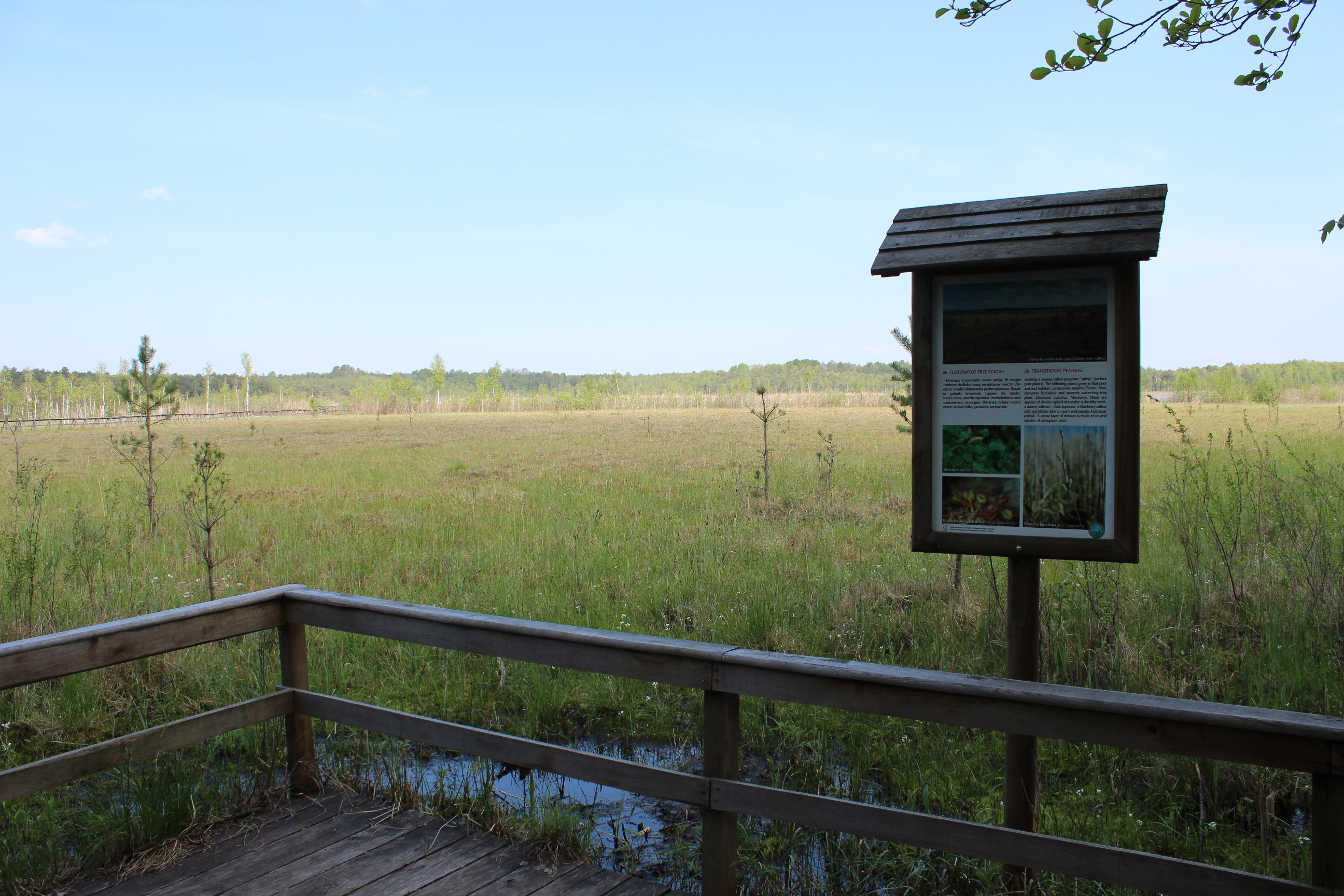
Wejście na spleję
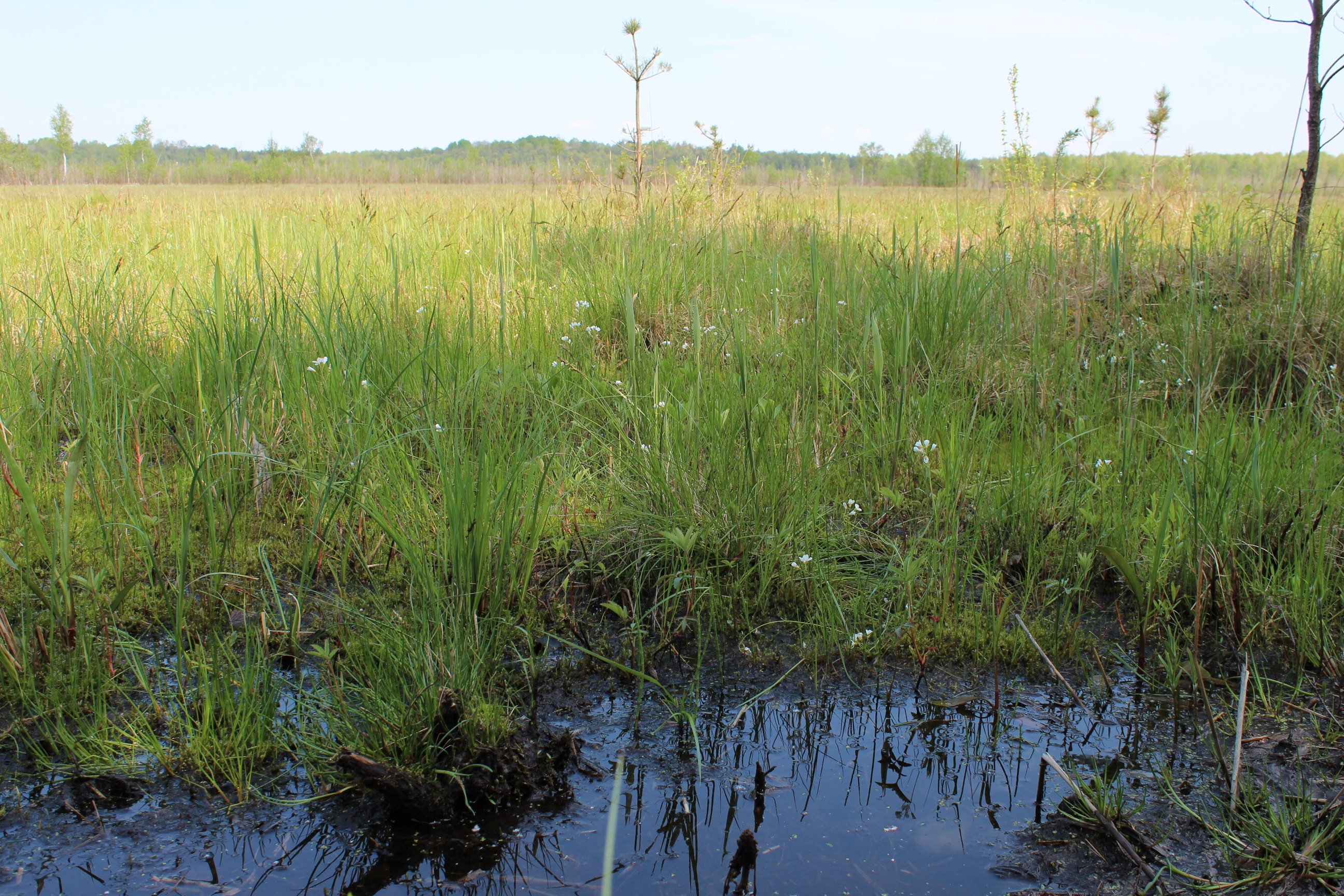
Torfowisko przejściowe
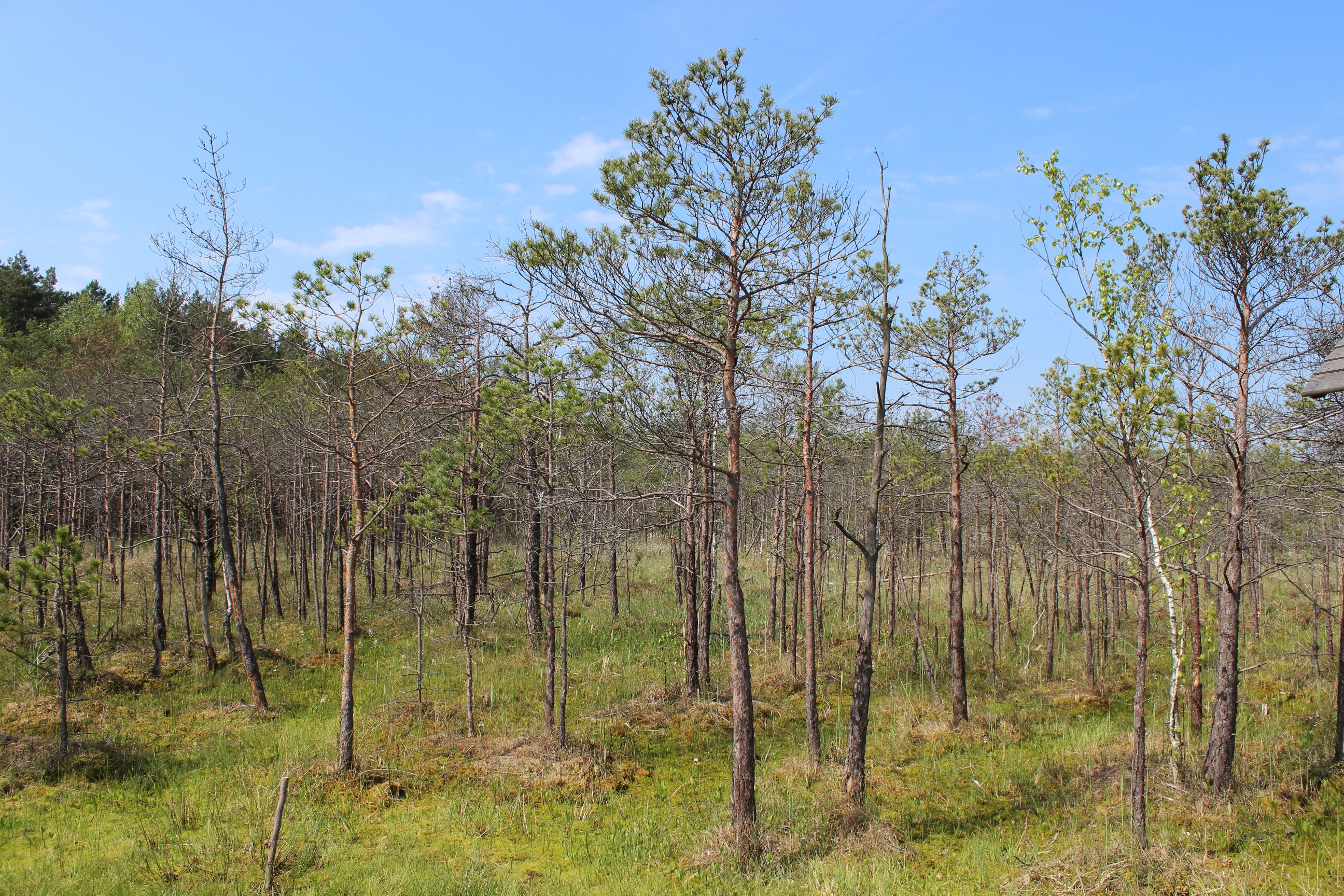
Torfowisko wysokie
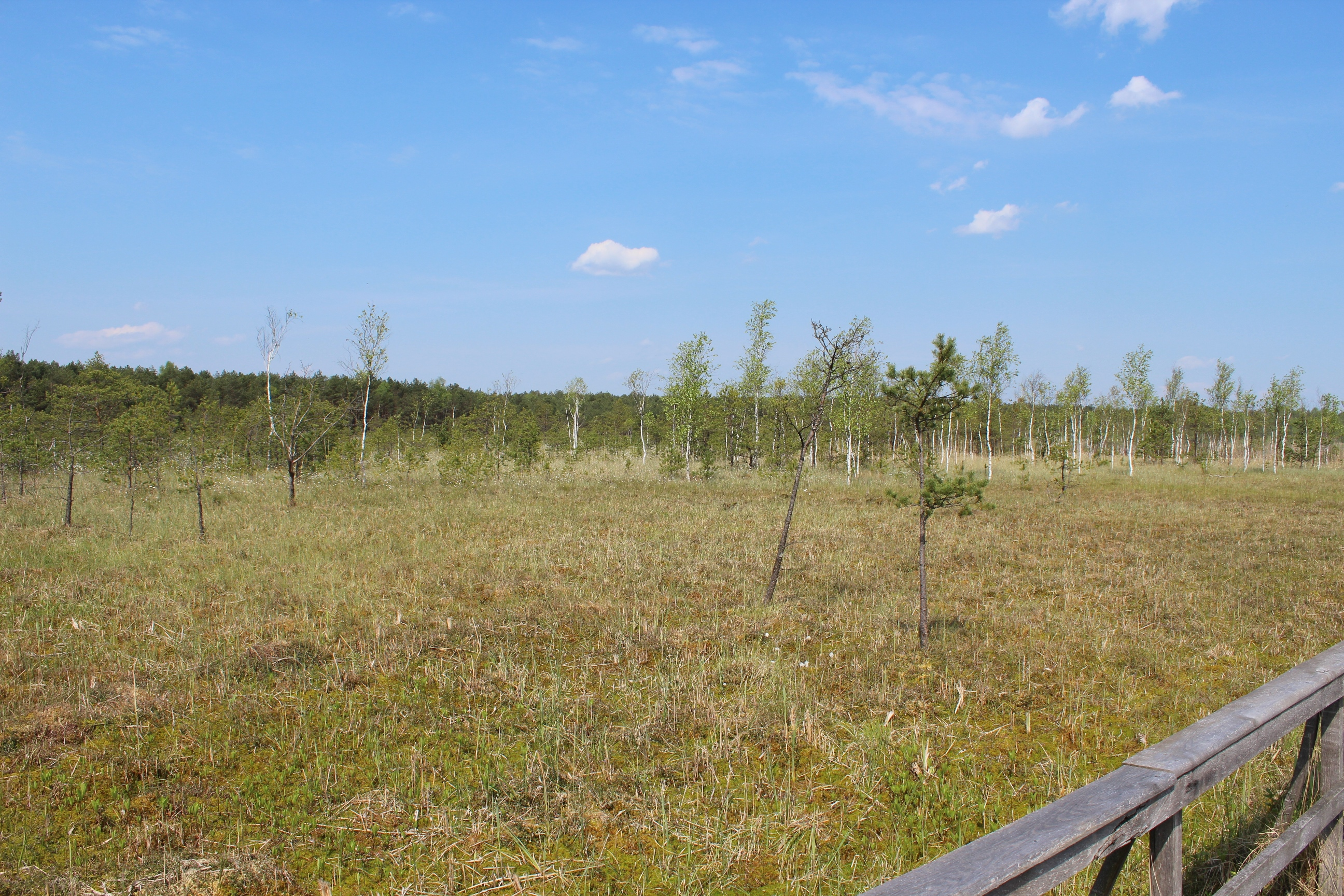
Spleja
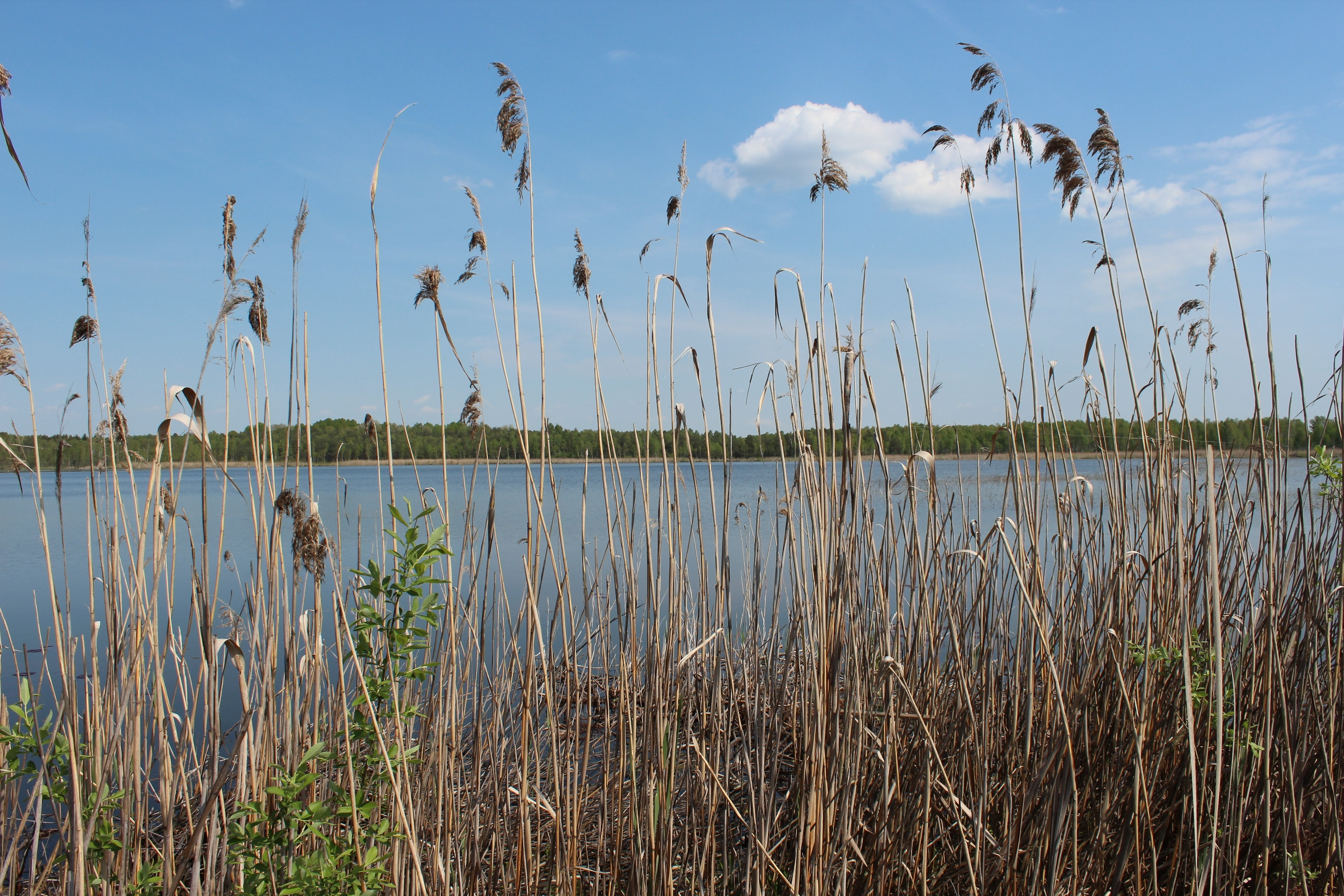
Współczesna linii brzegowa z roślinnością szuwarową
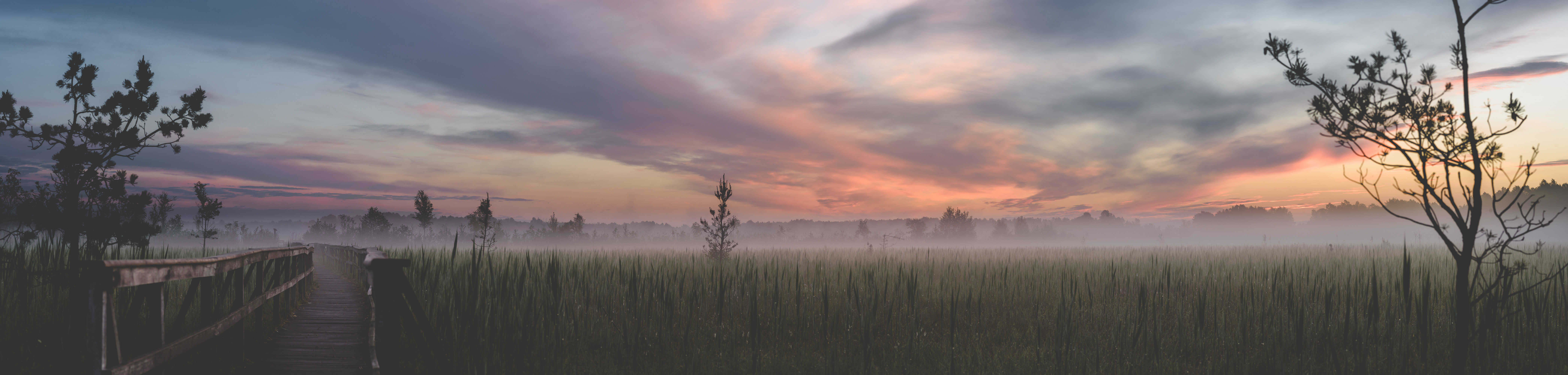
Panoramiczne ujęcie splei